# Ammutinamento di Invergordon
L'Ammutinamento di Invergordon fu un'azione di protesta portata avanti da circa un migliaio di marinai della Atlantic Fleet della Royal Navy che si verificò tra il 15 e il 16 settembre 1931. Per due giorni alcune navi della flotta presenti ad Invergordon furono in aperto ammutinamento, in uno dei pochissimi scioperi militari della storia britannica.

## Cause

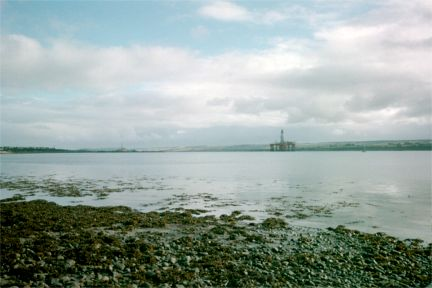
Il fiordo di Cromarty, presso Invergordon.

Nel settembre 1931, per far fronte alla Grande depressione, il nuovo governo del Regno Unito iniziò una campagna di taglio della spesa pubblica. Un ambito colpito fu quello dei salari dei dipendenti pubblici, che furono decurtati del 10%. Tagli di questa entità colpirono naturalmente anche le paghe di ufficiali e veterani di marina, e per le nuove reclute (cioè i marinai reclutati dopo il 1925) fu introdotto il cosiddetto new rate, cioè un nuovo contratto che prevedeva una riduzione di paga del 25%. Il taglio dei salari causò ulteriori ristrettezze alla già povera popolazione inglese ed in più va ricordato che successivamente anche per i marinai, ma non per gli ufficiali, arruolati prima del 1925 la riduzione arrivò al 25%.
In conseguenza di ciò, molti marinai si sentirono traditi ed appoggiarono la scissione di Ramsay MacDonald dal Partito Laburista, che nel frattempo si era accordato con i Conservatori per la formazione del nuovo governo. I marinai della Atlantic Fleet, giunti ad Invergordon, nel Cromarty Firth in Scozia, nel pomeriggio dell'11 settembre vennero informati dei tagli attraverso i giornali. Alcune notizie implicavano che un taglio del 25% sarebbe stato applicato a tutti gli stipendi. 

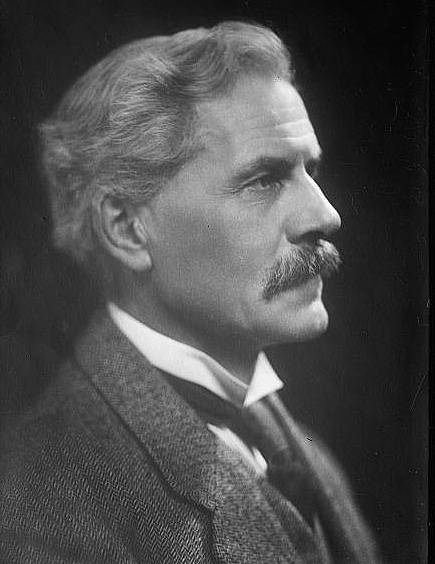
Un ritratto del politico inglese Ramsay MacDonald.

Mentre la tensione diveniva palpabile, il 12 settembre dall'Ammiragliato giunsero conferme sui tagli. La sera del giorno successivo, mentre i marinai erano già in stato di agitazione, il contrammiraglio Wilfrid Tomkinson (temporaneamente al comando della flotta al posto dell'ammiraglio Sir Michael Hodges che era in ospedale) ricevette una lettera dall'ammiragliato datata 10 settembre.
La lettera confermava i tagli e ne spiegava le ragioni. Il mattino successivo, Tomkinson ordinò ai comandanti di tutte le navi presenti di leggere la lettera agli equipaggi, ma molte imbarcazioni non ricevettero copia della lettera ed alcune dovettero attendere sino al giorno successivo per passare le informazioni alle compagnie. Giunti a quel punto, nell'animo dei marinai l'idea di uno sciopero era ormai prevalente.

## I primi segni di protesta

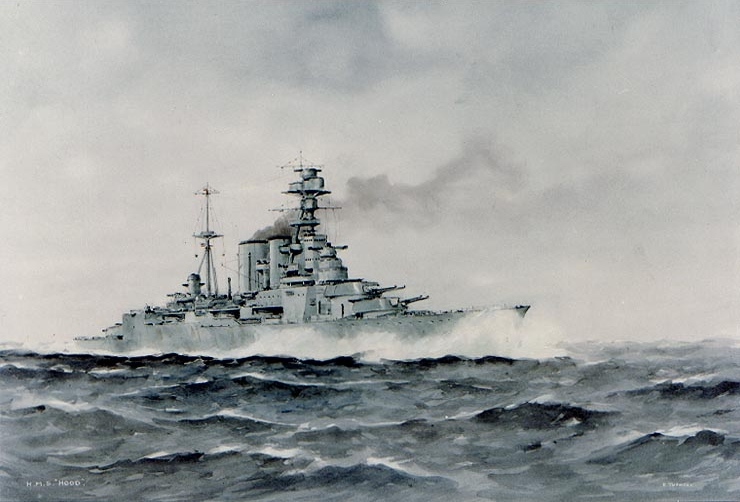
La Hood.

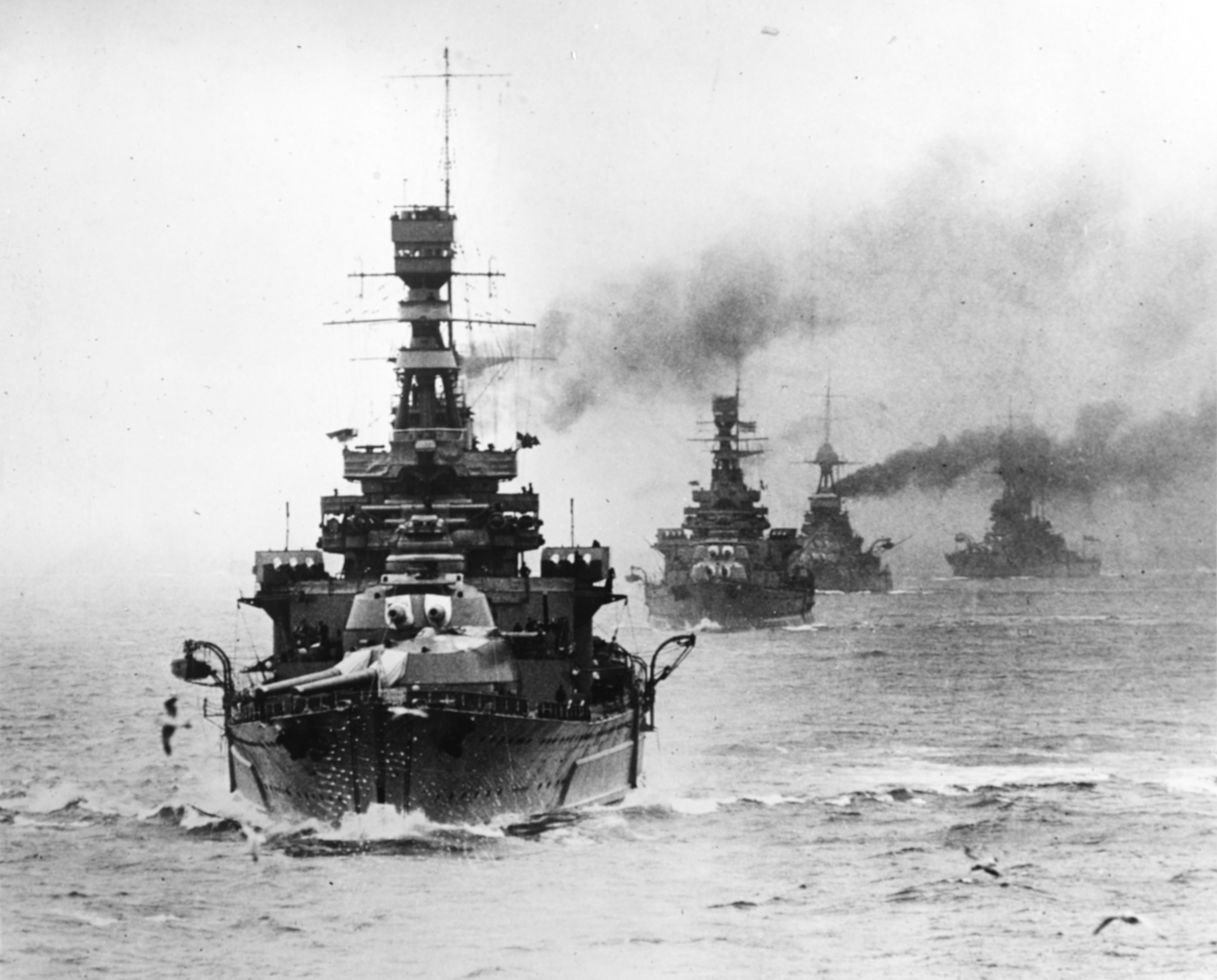
Gli incrociatori da battaglia della Atlantic Fleet.

Dieci navi da guerra erano giunte al porto l'11 settembre: la Hood (nel ruolo di ammiraglia), la Adventure, la Dorsetshire, la Malaya, la Norfolk, la Repulse, la Rodney, la Valiant, la Warspite e la York. Appena giunti, marinai ed ufficiali ebbero accesso ai giornali, che riportavano notizie sui tagli agli stipendi. La notte del 12 settembre, un gruppo di marinai si incontrò a terra presso il campo da calcio cittadino. Votarono la decisione di organizzare uno sciopero e se ne andarono cantando Bandiera rossa. 
La sera seguente, un gruppetto di uomini organizzò dei discorsi pubblici in una taverna in cui si criticavano i tagli. L'ufficiale della pattuglia riportò l'evento alla Warspite, che quella notte era nave di guardia, chiedendo rinforzi. Degli uomini furono inviati a terra, capitanati dallo stesso comandante della Warspite, il capitano Wake, e la taverna fu presto chiusa. L'equipaggio se ne andò pacificamente, anche se nuove arringhe furono tenute al molo. Dopo aver considerato i rapporti sull'incidente da parte di Wake e del Chief of Staff, contrammiraglio Colvin, Tomkinson decise di non imporre sanzioni disciplinari ai colpevoli. Riportò semplicemente notizie sul problema e sulle sue decisioni all'ammiragliato per telegramma. Nel frattempo, anche la Nelson era giunta al porto.
Il 14 settembre, la Warspite e la Malaya lasciarono il porto per svolgere delle esercitazioni programmate in precedenza, e nel corso della giornata alla flotta di stanza ad Invergordon si aggiunsero dei nuovi elementi: la Centurion, la Shikari, la Snapdragon e la Tetrarch. Quella sera, Tomkinson organizzò una cena con la maggior parte dei comandanti delle navi e molti ufficiali anziani. Poco dopo la cena, il contrammiraglio venne tuttavia informato che uomini della Hood e della Valiant erano stati mandati a terra per sedare delle nuove sedizioni che erano state organizzate alla taverna ed anche all'aria aperta. I disordini erano circoscritti e mal organizzati, e molti civili si erano uniti alle file dei protestanti.
L'ufficiale di pattuglia riuscì a placare gli animi, ma non molto tempo dopo ricominciarono comizi, cori e grida. I marinai fecero comunque ritorno alle rispettive imbarcazioni, anche se molti si soffermarono sui ponti e continuarono a protestare. Tomkinson fu costretto a riferire all'ammiragliato dei disordini, dichiarando che la causa sembrava essere attribuibile agli sproporzionati tagli del 25% rivolti solo ad alcuni gruppi. Ordinò poi ai suoi ufficiali di visitare ognuno la propria nave e informarlo sulla situazione. Apparentemente non c'erano problemi sugli incrociatori, né sull'incrociatore da battaglia Repulse, ma gli equipaggi dell'incrociatore da battaglia Hood e di tre corazzate (la Rodney, la Valiant e la Nelson) intendevano impedire alle navi di prendere il largo per le esercitazioni del giorno successivo.
La protesta era confinata all'interno di quel gruppo di marinai interessati dai tagli più sostanziosi, e non fece breccia tra gli ufficiali. Agli albori del 15 settembre, Tomkinson decise di dichiarare sospese le esercitazioni. Dopo averne parlato con molti ufficiali anziani, con i comandanti della Hood e della Nelson e l'ufficiale di pattuglia che aveva assistito agli eventi, cambiò tuttavia idea, e si aspettava che la Repulse avrebbe seguito gli ordini, placando ogni resistenza anche sulle altre navi. Ordinò ai comandanti di investigare il morale degli equipaggi e di riportare eventuali lamentele, in modo che egli le potesse poi riferire all'ammiragliato come prove della situazione critica, che avrebbe potuto creare problemi nel salpare il mattino successivo.

## L'ammutinamento
Il mattino del 15 settembre, la Repulse lasciò il porto alle 06:30. I marinai delle altre quattro navi che sarebbero dovuite partire avevano tuttavia già cominciato a rifiutare gli ordini. Sulla Hood e sulla Nelson gli equipaggi si limitarono alle operazioni di routine legate alla presenza in porto, rifiutando semplicemente di prendere il largo. Sulla Valiant e sulla Rodney invece, i marinai di bordo espletarono solo i servizi essenziali, come i turni di sicurezza o di guardia al fuoco, ma senza bisogno di ordini superiori. Durante il giorno, folle di marinai urlanti riempivano i castelli di prua di tutte le navi, eccezion fatta per quelli della Centurion e della Exeter. Sulla Rodney, un pianoforte era stato trascinato sul ponte, e l'equipaggio si intratteneva in canzoni. Gli ufficiali, che comunicavano ordini e minacce attraverso gli altoparlanti, venivano ignorati e ridicolizzati.
La Valiant mollò gli ormeggi e tentò inutilmente di prendere il mare con un numero limitato di uomini. Sulla nave di Tomkinson, la Hood, gli scioperanti impedirono agli ufficiali ed ai veterani di mollare gli ormeggi. Persino i Royal Marines, che si credeva avrebbero imposto disciplina ed interrotto l'ammutinamento, si unirono allo sciopero. Tomkinson interruppe il servizio in attesa di ulteriori notizie, cancellò tutte le uscite in mare e fece in modo che i sondaggi sulle lamentele dell'equipaggio fossero i più rapidi possibile. La Warspite, la Malaya e la Repulse ricevettero l'ordine di tornare in porto.
Nel corso del pomeriggio, Tomkinson si mise in contatto con l'ammiragliato, comunicando la situazione e la sua causa principale. Si attendevano decisioni rapide, non riuscendo a garantire il ritorno all'ordine, e nemmeno che la situazione non sarebbe peggiorata in caso di assenza di ordini precisi. Una risposta lo raggiunse finalmente alle 20:00, spiegandogli che i tagli salariali precedenti allo sciopero (cioè del 10% a tutti) sarebbero rimasti in vigore sino a fine mese e che l'ammiragliato si aspettava che gli uomini tenessero alta la loro tradizione ed adempissero ai loro doveri. Stabilire che i tagli sarebbero stati solo del 10%, significava ignorare coloro che avrebbero comunque mantenuto quello stato salariale.
In un secondo telegramma, Tomkinson ricevette l'ordine di ricominciare le esercitazioni prima possibile, non appena completate le investigazioni sui motivi di lamentela. Il contrammiraglio interpretò quest'ordine come il fatto che la gravità della situazione non fosse stata compresa dai suoi superiori e replicò che adempiere all'ordine in quelle circostanze sarebbe stato impossibile. Incitamenti ad interrompere il lavoro si diffondevano di ponte in ponte: i marinai della Norfolk e della Adventure si erano uniti a quelli della Rodney e della Valiant nell'eseguire solo i doveri essenziali, e poco dopo anche la Dorsetshire e la Hood fecero lo stesso. Sembra anche che alcuni ufficiali inferiori, che avevano continuato ad eseguire gli ordini anche se non avevano tentato di ottenere condizioni salariali migliori, iniziassero ad unirsi allo sciopero.
Agli albori del 16 settembre, Tomkinson comunicò alla Flotta che l'ammiraglio Colvin in persona era partito alla volta dell'ammiragliato per spiegare le ragioni dei marinai, ma che ogni decisione sarebbe giunta non prima di un giorno o due. Si aspettava che i suoi uomini ricominciassero a quel punto ad obbedire. Giunto il mattino, Tomkinson ricevette finalmente la lista delle lamentele. Inviò l'ufficiale contabile all'ammiragliato, ed inviò per telegramma estratti che riportavano le idee dei marinai. Dopo aver discusso la situazione con i contrammiragli Astley-Rushton (del Second Cruiser Squadron a bordo della Dorsetshire) e French (del Second Battle Squadron sulla Warspite), comunicò la sua convinzione secondo la quale la situazione sarebbe sicuramente peggiorata se non si fosse stabilita qualche concessione immediata.
Suggerì di mantenere i tagli al 10% anche per le nuove reclute, e di estendere la possibilità di matrimonio anche ai minori di anni 25. Chiese inoltre che un membro dell'ammiragliato venisse a bordo per discutere la situazione di persona. Poco dopo, i superiori risposero che la faccenda era in via di discussione all'interno del Gabinetto, e lo comunicò alla Flotta. Nel frattempo, anche i marinai della Hood si limitavano ai compiti essenziali. Alcuni membri degli equipaggi, minacciavano addirittura di danneggiare le macchine e abbandonare le navi senza permesso. Nel pomeriggio, il comandante ricevette l'ordine di far tornare tutte le navi ai loro porti di base immediatamente. Tomkinson eseguì l'ordine e fece rientrare ogni nave nella sua squadra, ma concesse a ufficiali e marinai con famiglia ad Invergordon una visita a terra per salutare. Nella notte tutte le navi partirono come ordinato.

## Le conseguenze
Nel riassumere l'accaduto per l'ammiragliato, Tomkinson specificò che gli equipaggi erano sempre stati rispettosi nei confronti dei loro ufficiali e che comunque gli ufficiali stessi avevano fatto il possibile per spiegare le ragioni del governo nella faccenda dei tagli e per garantire che le lamentele sarebbero state prese sul serio. Concluse spiegando che l'ammutinamento era stato causato in prima istanza dal taglio del 25% dei salari delle reclute arruolate dopo il 1925, che non vi erano in quel momento reclami sui tagli, e che la sua opinione era che le lamentele fossero in ogni caso ben fondate.
Credeva inoltre che l'uso della forza non avrebbe fatto altro che peggiorare la situazione. Il Gabinetto accettò il suggerimento di Tomkinson di stabilire le riduzioni al livello del 10% per tutti i marinai di servizio. Era chiaro a quel punto che ulteriori atti di rivolta sarebbero stati puniti severamente. Una parte degli organizzatori dello sciopero fu infatti rinchiusa in carcere, ed un totale di 200 marinai della Atlantic Fleet furono congedati dal servizio. Altri 200 furono trasferiti in altri reparti di marina, in quanto accusati di voler incitare altri incidenti.
L'Ammiragliato dichiarò inoltre Tomkinson colpevole di non essere riuscito a punire adeguatamente i dissidenti alle prime proteste. L'ammutinamento di Invergordon causò uno stato di panico alla Borsa di Londra ed un crollo della sterlina che provocò ulteriori danni nella già cagionevole economia britannica e costrinse il governo ad abbandonare la parità aurea il 20 settembre 1931.